# Saint-Aubin-des-Hayes
Saint-Aubin-des-Hayes és un municipi francès situat al departament de l'Eure i a la regió de Normandia. L'any 2007 tenia 128 habitants.

## Demografia

### Població
El 2007 la població de fet de Saint-Aubin-des-Hayes era de 128 persones. Hi havia 48 famílies de les quals 16 eren unipersonals (16 dones vivint soles i 16 dones vivint soles), 12 parelles sense fills i 20 parelles amb fills.
La població ha evolucionat segons el següent gràfic:
Habitants censats

### Habitatges
El 2007 hi havia 77 habitatges, 53 eren l'habitatge principal de la família, 21 eren segones residències i 3 estaven desocupats. Tots els 77 habitatges eren cases. Dels 53 habitatges principals, 43 estaven ocupats pels seus propietaris, 7 estaven llogats i ocupats pels llogaters i 3 estaven cedits a títol gratuït; 4 tenien dues cambres, 6 en tenien tres, 18 en tenien quatre i 24 en tenien cinc o més. 37 habitatges disposaven pel capbaix d'una plaça de pàrquing. A 25 habitatges hi havia un automòbil i a 20 n'hi havia dos o més.

### Piràmide de població
La piràmide de població per edats i sexe el 2009 era:
| Homes | Edats   | Dones |
| ----- | ------- | ----- |
| 0     | 95 o +  | 0     |
| 0     | 90 a 94 | 0     |
| 0     | 85 a 89 | 0     |
| 0     | 80 a 84 | 0     |
| 4     | 75 a 79 | 0     |
| 4     | 70 a 74 | 4     |
| 12    | 65 a 69 | 12    |
| 0     | 60 a 64 | 0     |
| 0     | 55 a 59 | 0     |
| 4     | 50 a 54 | 4     |
| 0     | 45 a 49 | 0     |
| 12    | 40 a 44 | 8     |
| 8     | 35 a 39 | 0     |
| 0     | 30 a 34 | 4     |
| 0     | 25 a 29 | 8     |
| 4     | 20 a 24 | 0     |
| 0     | 15 a 19 | 4     |
| 4     | 10 a 14 | 4     |
| 0     | 5 a 9   | 0     |
| 4     | 0 a 4   | 4     |

## Economia
El 2007 la població en edat de treballar era de 71 persones, 54 eren actives i 17 eren inactives. De les 54 persones actives 48 estaven ocupades (28 homes i 20 dones) i 6 estaven aturades (4 homes i 2 dones). De les 17 persones inactives 6 estaven jubilades, 4 estaven estudiant i 7 estaven classificades com a «altres inactius».

### Ingressos
El 2009 a Saint-Aubin-des-Hayes hi havia 54 unitats fiscals que integraven 136 persones, la mediana anual d'ingressos fiscals per persona era de 17.185 €.

### Activitats econòmiques
Dels 3 establiments que hi havia el 2007, 1 era d'una empresa de construcció, 1 d'una empresa de serveis i 1 d'una empresa classificada com a «altres activitats de serveis».
L'únic servei als particulars que hi havia el 2009 era una lampisteria.
L'any 2000 a Saint-Aubin-des-Hayes hi havia 15 explotacions agrícoles que ocupaven un total de 720 hectàrees.

## Poblacions properes
El següent diagrama mostra les poblacions més properes.